# Del Cinque
La famiglia Del Cinque (anche De' Cinque e Dei Cinque) è un'antica famiglia nobile italiana, appartenente alla nobiltà coscritta di Roma. Intorno al 1500 era annoverata tra le famiglie più illustri di Trastevere.
Nel tempo, diversi componenti della famiglia hanno ricoperto le cariche amministrative della città di Roma, in qualità di Conservatore capitolino o Priore dei Caporioni. La famiglia assunse anche il nome Quintili (o Quintilij), a seguito di un matrimonio dell'ultima superstite di questo casato con un membro della famiglia Del Cinque.
Fra i membri più prestigiosi della famiglia si ricordano Ermenegildo del Cinque (1700-1773), prelato, pittore e musicista autore di oltre 100 sonate per due violoncelli e di 18 pezzi per trio di violoncelli, il che lo rende il più prolifico autore di musica per violoncello di tutti i tempi, e il marchese Ermenegildo dei Cinque Quintili, che fu padrino di battesimo del poeta Trilussa e lo prese a vivere a casa sua dopo la morte del padre.
Il vicolo Del Cinque, a Trastevere, trae il suo nome da questa famiglia, anticamente residente nel  Palazzo del Cinque.

## Blasonatura
Leone rampante di oro e tre stelle a cinque raggi dello stesso, una in alto una a sinistra e una in basso su azzurro.